# Mister Global 2022
Mister Global 2022 fue la 8.ª edición del certamen Mister Global, correspondiente al año 2022, se realizó el 11 de febrero de 2023 en la ciudad de Chiang Mai, Tailandia. Candidatos de 39 países y territorios autónomos compitieron por el título. Al final del evento, Danh Chiếu Linh Mister Global 2021 de Vietnam, entregó el título a Juan Carlos Ariosa de Cuba  como su sucesor.

## Resultados
| Posiciones                | Candidato |
| ------------------------- | --- |
| Mister Global 2022        | - Cuba — Juan Carlos Ariosa |
| Primer Finalista          | - Colombia — Oscar Guerrero |
| Segundo Finalista         | - Brasil — William Gama |
| Finalistas (Top 5)        | - Corea del Sur — Kim Hee Won - Tailandia — Setthapon Thongsuk |
| Cuartofinalistas (Top 15) | - Chile - Demian Salinas - Chipre del Norte Mehmet Ağazade - España — Jesús Miguel - India — Chena Ram Choudhary - México — Ángel Garciglia - Nigeria — Senator Isinwa - Perú — Julio Dulanto - Polonia — Daniel Dejneżenko - Sudáfrica — Pierre Nel - Vietnam — Thạch Kiêm Mara |

- ∆ Votado por el público de todo el Mundo vía Internet para completar el cuadro de 16 cuartofinalistas.

## Relevancia histórica del concurso

### Resultados
- Cuba gana por primera vez Mister Global.
- Colombia obtiene la posición de primer finalista por primera vez.
- Brasil obtiene la posición de segundo finalista por primera vez.
- Brasil clasifica por séptimo año consecutivo.
- Corea clasifican por sexto año consecutivo
- Vietnam clasifica por quinto año consecutivo.
- Tailandia clasifican por cuarto año consecutivo.
- Cuba, España y México, clasifican por tercer año consecutivo.
- India, Nigeria y Perú clasifican por segundo segundo año consecutivo.
- Colombia clasifica por primera vez en la historia del concurso.
- Chile, Chipre del Norte y Polonia clasificaron por última vez en 2019.
- Sudáfrica clasificó por última vez en 2018.
- Indonesia rompe una racha de clasificaciones consecutivas que mantenía desde 2019.

## Premios especiales
| Título                   | Candidato                            |
| ------------------------ | ------------------------------------ |
| Mister Simpatia          | - República del Congo — Samuel Atana |
| Mister Fotogenico        | - Cuba — Juan Carlos Ariosa          |
| Mister Sonrisa           | - Corea del Sur — Kim Hee Won        |
| Mejor en Traje de baño   | - Chipre del Norte — Mehmet Ağazade  |
| Mejor Traje típico       | - Filipinas — Mark Avendaño          |
| Mejor Modelo             | - Suiza — Willy Santer               |
| Caballero más inspirador | - México – Angel Garciglia           |

## Candidatos
39 países compitieron por el título de Mister Global 2022:
| - Albania — Boris Gurtner - Bélgica — Matthias Coenjaarts - Brasil — William Gama - Camboya — Khorn Lythean - Canadá — Benjamin Filiatrault - Chile — Demian Salinas - Chipre del Norte — Mehmet Ağazade - Colombia — Oscar Guerrero - Corea del Sur — Kim Hee Won - Cuba — Juan Carlos Ariosa - España — Jesús Miguel - Estados Unidos — Joshua Long - Filipinas — Mark Avendaño - Francia — Maxime Klinger - Haití — Abdias Augustin - Hong Kong — Kenson Seto - India — Chena Ram Choudhary - Indonesia — Sandhi Jonson - Japón — Sosuke Ichinohe - Laos — Jacky Phimmachak | - Macao — Calvin Chan - México Ángel Garciglia - Myanmar — Shein Min Thu - Nepal — Nutan Shrestha - Nigeria — Senator Isinwa - Países Bajos — Fransel Meyers - Panamá — Carlos Córdova - Perú — Julio Dulanto - Polonia — Daniel Dejneżenko - Puerto Rico — Jorge Andrés Guzmán - República Checa — Leon Vonaký - República Democrática del Congo — Samuel Atana - República Dominicana — Michael Gómez - Singapur — Sean Nicholas Sutiono - Sri Lanka — Hans Nathan Koch - Sudáfrica — Pierre Nel - Suiza — Willy Santer - Tailandia — Setthapon Thongsuk - Vietnam — Thạch Kiêm Mara |

## Sobre los países en Mister Global 2022

### Naciones debutantes
- Bélgica
- Colombia
- República Democrática del Congo

### Naciones que regresan la competencia
Compitió por última vez en 2017:
- Canadá

Compitieron por última vez en 2018:
- Albania
- Países Bajos
- Singapur

Compitieron por última vez en 2019:
- Chile
- Chipre del Norte
- Haití
- Nepal
- Polonia

### Naciones retiradas
- Bolivia
- Malasia
- Reino Unido
- Rumania
- Sri Lanka
- Venezuela